# 香港伏翼
香港伏翼（學名：Pipistrellus sp.），是一種暫時只在香港發現的蝙蝠，背部棕色，頸部略帶金棕色，腹部顏色較淺。眼睛細小；耳殼呈長三角形，耳屏圓鈍而孤弓。長尾，完全被股間膜包裹。雄蝠陰莖長，陰莖骨短，末端呈丫叉形。